# Cerinosterus
Cerinosterus — рід грибів родини Dacrymycetaceae. Назва вперше опублікована 1987 року.

## Класифікація
До роду Cerinosterus відносять 3 види:
- Cerinosterus cyanescens
- Cerinosterus luteoalba
- Cerinosterus luteoalbus